# KSirc
KSircは KDE の標準 IRC クライアントであり、kdenetwork パッケージに含まれている。

## 機能
Perl によるスクリプトをサポートし、一般的な使用法に対して mIRC と互換性がある。